# Integriertes Börsenhandels- und Informations-System
Das Integrierte Börsenhandels- und Informations-System (IBIS 2) war ein vom 4. Mai 1991 bis zum 27. November 1997 betriebenes System für den elektronischen Wertpapierhandel, das neben dem System BOSS-CUBE für den Parketthandel bestand. Die Handelszeiten waren von 8:30 Uhr bis 17 Uhr.
Die Zugänge zu IBIS 2 wurden von Kreditinstituten, Kursmaklern und freien Maklern betrieben. Das System ermöglichte den  ganztägigen Handel (die Handelszeit auf dem Parkett war seinerzeit 3 Stunden von 10:30 Uhr bis 13:30 Uhr) mit den 30 umsatzstärksten deutschen Aktien (DAX-Werten) sowie mit rund 20 Anleihen der öffentlichen Hand. Das System wurde am 28. November 1997 durch das bis heute bestehende Xetra abgelöst. Kurse aus dem IBIS-System wurden mit dem Zusatz „(IB)“ versehen.
Vorher gab es bereits ein anderes Informationssystem, welches die gleiche Abkürzung hatte (Inter-Banken-Informations-System = IBIS).
1997 wurde IBIS 2 durch Xetra abgelöst.